# Robert Scherer (Ingenieur)

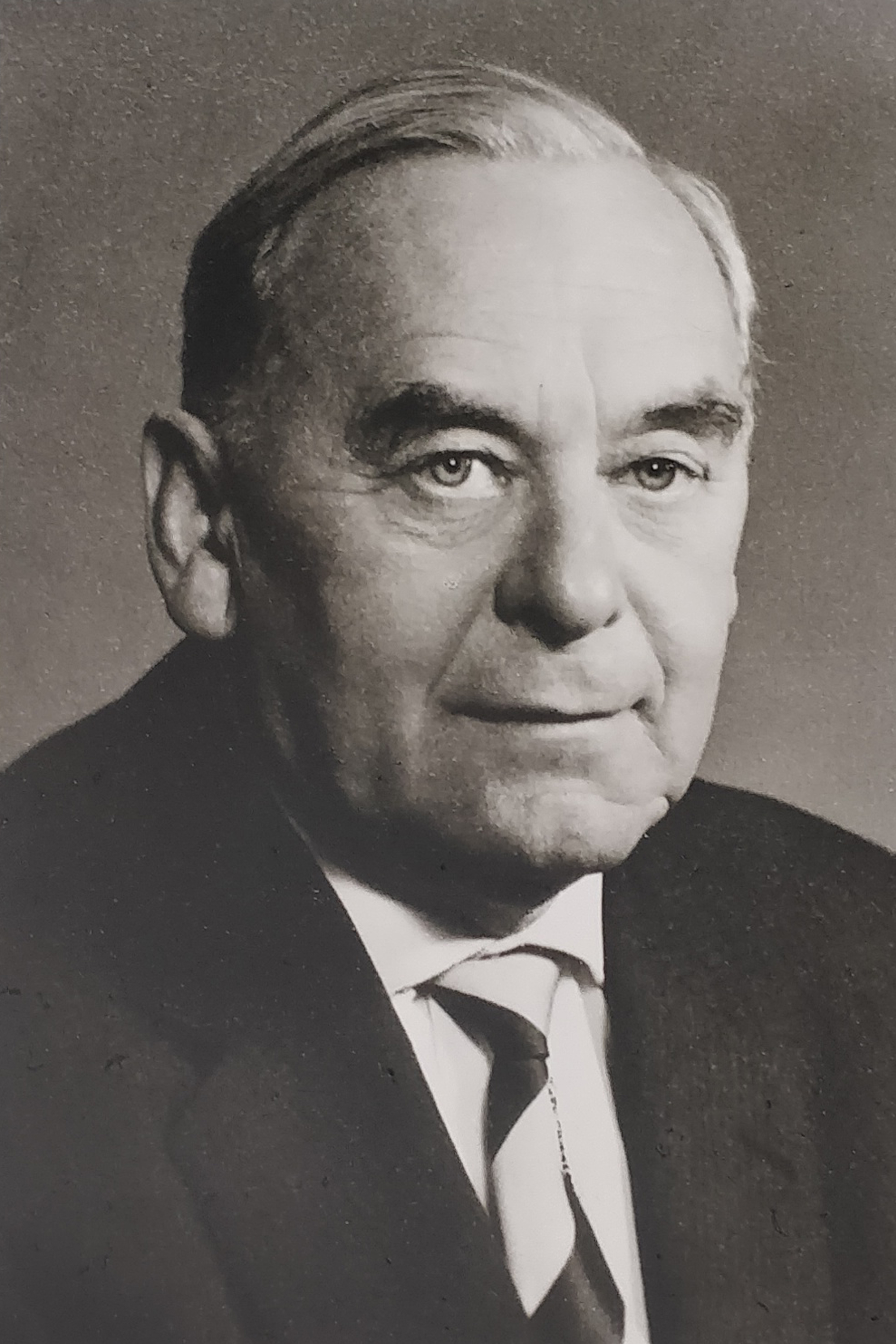
Robert Scherer, 1967

Robert Scherer (* 12. April 1900 in Aachen; † 2. März 1967 in Krefeld) war ein deutscher Eisenhütteningenieur.

## Leben
Robert Scherer studierte ab 1919 Eisenhüttenkunde an der RWTH Aachen. Während seines Studiums wurde er Mitglied der Turnerschaft Rheno-Borussia Aachen. Er promovierte 1925 mit seiner Dissertation Die Bestimmung des Sauerstoffes im Eisen auf rückstandsanalytischem Wege. Direkt danach übernahm Scherer die Leitung der Versuchsanstalt bei den Stahlwerken Reinhold Becker in Willich. 1932 wechselte er zur Deutsche Edelstahlwerke AG (DEW) in Krefeld als Verantwortlicher für die Qualität im gesamten Erzeugungsprogramm aller Werke. 1937 wurde er Direktor und 1942 – nachdem Walter Rohland in der Vorstand der Muttergesellschaft Vereinigte Stahlwerke berufen wurde – zum  stellvertretendes Vorstandsmitglied berufen. 1943 habilitierte er an der TH Hannover, wurde im selben Jahr auch Wehrwirtschaftsführer und 1944 ordentliches Vorstandsmitglied für Technik der DEW.
Nach dem Zweiten Weltkrieg wurde Scherer zunächst mit Berufsverbot belegt und habilitierte sich an der RWTH Aachen. Nach der Neugründung der DEW 1951 in Krefeld musste Scherer durch Nutzung der neuzeitlichen Stahlerzeugungsverfahren die Edelstahlproduktion wettbewerbsfähig machen. Dazu wurde ein 70-t-Lichtbogenofen aufgestellt. Die RWTH Aachen ernannte ihn 1953 zum Professor.
Scherer war Mitglied des VDEh und berichtete seit Beginn seiner Tätigkeit regelmäßig in dessen Werkstoffausschuss. Er leitete acht Jahre lang den Schulausschuss und gehörte viele Jahre dem VDEh-Vorstand an sowie auch dem Kuratorium des Max-Planck-Instituts für Eisenforschung. Von 1954 bis 1967 war Scherer persönlich förderndes Mitglied der Max-Planck-Gesellschaft, und dazu vertrat er das korporativ fördernde Mitglied DEW. Er gehörte auch dem Verein Deutscher Ingenieure (VDI) an.

## Ehrungen
- Die RWTH Aachen ernannte Robert Scherer 1957 zum Ehrenbürger.[6]
- Am 14. Juli 1966 wurde ihm das Große Bundesverdienstkreuz durch Gerhard Kienbaum verliehen.